# Hradiwka (obwód lwowski)
Hradiwka albo Hoszany (ukr. Градівка) – wieś na Ukrainie, w obwodzie lwowskim, w rejonie lwowskim, w hromadzie Gródek. Liczy 1400 mieszkańców.
Do 1961 roku miejscowość nosiła nazwę Hoszany (ukr. Гошани).

## Położenie
Słownik geograficzny Królestwa Polskiego i innych krajów słowiańskich opisywał położenie miejscowości w następujący sposób:

Cała okolica jest pagórkowata, poprzerzynana dolinami kilku potoków, w których rozrzucone są chaty. Najwyżej wznosi się jedno wzgórze na południe od wsi do 331 m, na północ od wsi ściele się wzgórze lesiste ze szczytem 323 m wysokim. Przez środek wsi wije się dział wodny europejski od południa ku północy oddzielając dopływy Wereszycy (dorzecze Dniestru) od dopływów Wiszni (uchodzącej do Sanu).

## Historia
Pierwsza wzmianka o miejscowości pochodzi 1426 roku.
W drugiej połowie XV wieku wieś należała do szlachcica Tomasza Łopatyńskiego. Z tego właśnie okresu pochodzi datowana na 1462 rok pisemna wzmianka o tym, iż w Hoszanach istniał dwór obronny, którego ślady wałów zachowały się do dzisiaj.

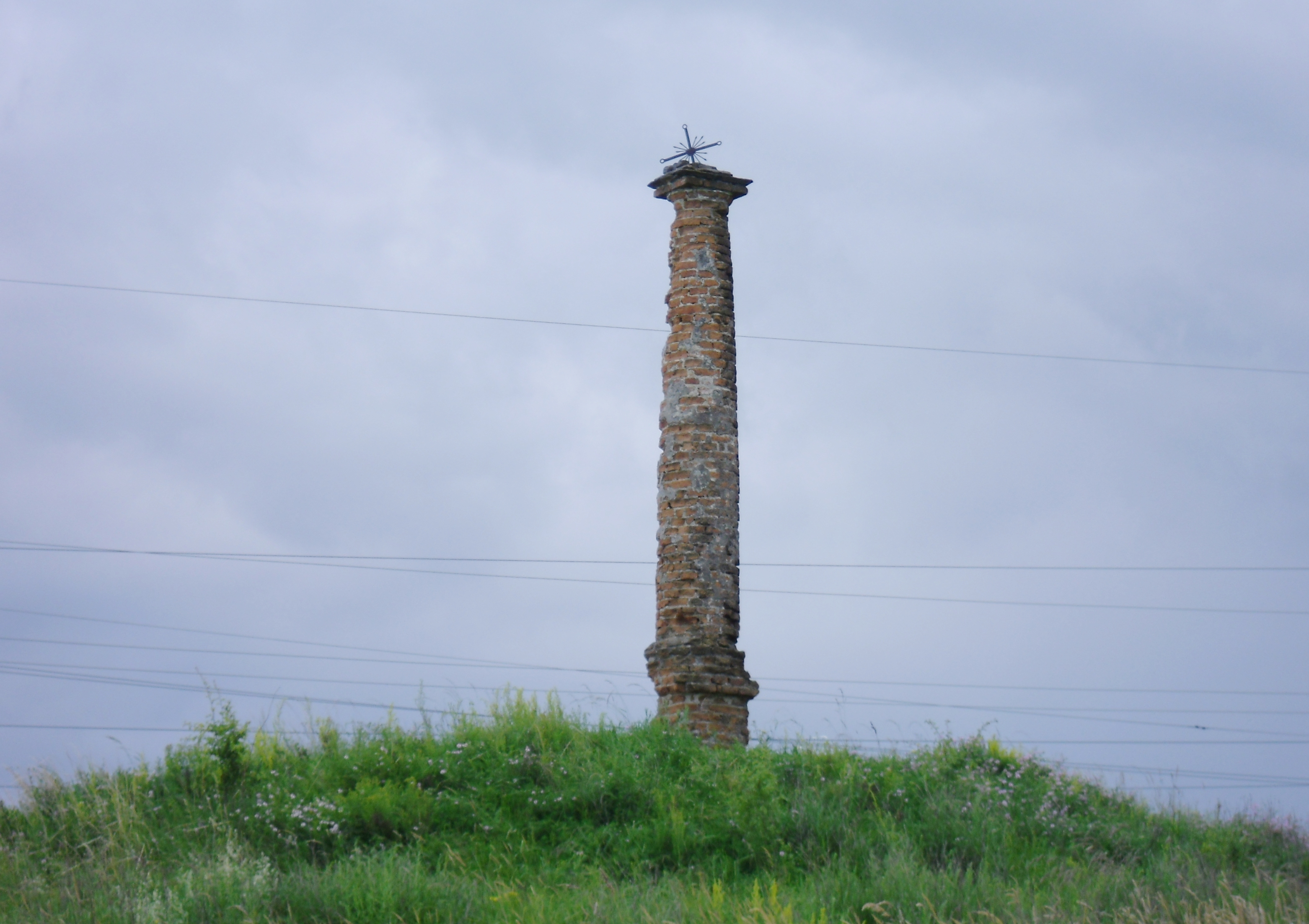
Mogiła, gdzie pochowano polskich żołnierzy, kierowanych przez Jana Sobieskiego, którzy zginęli w jednej z bitew w trakcie wojny polsko-tureckiej 1672–1676

Podczas wyprawy na czambuły w trakcie wojny polsko-tureckiej 1672-1676 w rejonie Hoszan straże przednie Hetmana Sobieskiego, natrafiwszy na oddział tatarski, rozbijając go, dostarczyły Hetmanowi bardzo pożądanej wiadomości o tym, iż główny kosz tatarski hetmana Nuradyn-Sołtana znajduje się pod Komarnem.
W dniu bitwy pod Komarnem żołnierze pokonali około 100 kilometrów i wyzwolili z jasyru 20 tysięcy osób. W południowej części wsi wznosi się mogiła, w której według podania mają spoczywać Polacy polegli w bitwie stoczonej z Turkami za Jana Sobieskiego.
Na przełomie lat 1832/1833 tutejszy dwór (dziś nieistniejący) Henryka Janki odwiedzał wielokrotnie polski poeta romantyczny Seweryn Goszczyński.
W II Rzeczypospolitej wieś była siedzibą gminy wiejskiej Hoszany w powiecie rudeckim, w województwie lwowskim. W 1931 r. liczyła prawie 1500 mieszkańców, wśród których Polacy stanowili ok. 40%. W czerwcu 1944 nacjonaliści ukraińscy z OUN – UPA zamordowali tutaj 25 Polaków, paląc 45 polskich zagród.

## Regionalne muzeum historyczno-krajoznawcze
Muzeum powstało z inicjatywy mieszkańca wsi Iwana Jacenki i mieści się w przypominającej średniowieczną twierdzę budowli, wzniesionej przez niego na własnym podwórzu. Wśród 3 tysięcy eksponatów w muzeum obejrzeć można m.in. różne rodzaje broni (od broni kozackiej do tej używanej w czasie II wojny światowej), stare przedmioty gospodarstwa domowego, stroje ludowe i ręczniki, a także różnorodne instrumenty muzyczne.

## Świątynie
Oprócz nowego murowanego Kościoła Najświętszej Eucharystii we wsi znajduje się również wybudowana w 1878 roku drewniana cerkiew pod wezwaniem Przemienienia Pańskiego.